# Sendas (Bragança)
Sendas é uma povoação portuguesa sede da Freguesia de Sendas do Município de Bragança, freguesia com 19,17 km² de área e 150 habitantes (censo de 2021), tendo, por isso, uma densidade populacional de 7,8 hab./km².

## Demografia
A população registada nos censos foi:
| Distribuição da População por Grupos Etários | Distribuição da População por Grupos Etários | Distribuição da População por Grupos Etários | Distribuição da População por Grupos Etários | Distribuição da População por Grupos Etários |
| -------------------------------------------- | -------------------------------------------- | -------------------------------------------- | -------------------------------------------- | -------------------------------------------- |
| Ano                                          | 0-14 Anos                                    | 15-24 Anos                                   | 25-64 Anos                                   | > 65 Anos                                    |
| 2001                                         | 18                                           | 20                                           | 112                                          | 91                                           |
| 2011                                         | 6                                            | 9                                            | 63                                           | 105                                          |
| 2021                                         | 9                                            | 8                                            | 61                                           | 72                                           |

## Património
- Pelourinho de Vila Franca de Lampaças

## Aldeias
- Fermentãos
- Vila Franca de Lampaças